# Miroslav Úradník
Miroslav Úradník (* 24. März 1996 in Brezno) ist ein slowakischer Geher.

## Sportliche Laufbahn
Miroslav Úradník begann während seines sechsten Schuljahres mit der Leichtathletik. Im Jahr 2012 bestritt er seine ersten internationalen Wettkämpfe im Gehen. In jenem Jahr wurde er sowohl in der Halle als auch in der Freiluft Slowakischer U18-Meister. Später belegte er mit Bestzeit von 44:15 min den dritten Platz im U20-Wettkampf beim Geher-Meeting im schweizerischen Chiasso. Ein Jahr später nahm er im Juli zunächst an den U18-Weltmeisterschaften in Donezk teil, konnte den Wettkampf über 10.000 Meter allerdings nicht beenden. Eine Woche später ging er über die gleiche Distanz bei den U20-Europameisterschaften in Italien an den Start. Dort belegte er den 17. Platz. 2014 belegte Úradník im Februar den sechsten Platz bei den Slowakischen Hallenmeisterschaften. Im Sommer trat er bei den U20-Weltmeisterschaften in den USA an und belegte mit neuer Bestzeit von 42:49,92 min über 10.000 Meter den 15. Platz. 2015 belegte er im U20-Wettkampf beim Europäischen Geher-Cup in Murcia den vierten Platz über 10 km. Im Sommer nahm er nach 2013 zum zweiten Mal an den U20-Europameisterschaften teil. Nach Platz 17 in Italien, erreichte er diesmal in Schweden als Zwölfter das Ziel. 2016 gewann Úradník die Bronzemedaille bei den Slowakischen Hallenmeisterschaften. Im April bestritt er seinen ersten Wettkampf über 20 km auf europäischer Ebene.
2017 steigerte Úradník seine 20-km-Bestzeit im Mai auf 1:28:43 h. Im Juli trat er bei den U23-Europameisterschaften in Bydgoszcz an. Den Wettkampf dort absolvierte er in seiner bis dahin zweitbesten Zeit, kam dennoch nicht über Platz 21 hinaus. Einen Monat später trat er in Taiwan zum ersten Mal bei der Universiade an, konnte den Wettkampf dort allerdings nicht beenden. 2018 steigerte er sich im März auf 1:26:44 h, womit er seinen ersten nationalen Meistertitel gewinnen konnte. Zudem qualifizierte er sich für die Europameisterschaften in Berlin und damit für seine ersten internationalen Meisterschaften im Erwachsenenbereich. Zwei Monate vor den Europameisterschaften verbesserte er sich in Großbritannien auf 1:24:09 h. In Berlin stellte er im August mit 1:25:44 h die bis dahin zweitschnellste Zeit seiner Karriere auf und landete am Ende auf dem 22. Platz. Zu Beginn der Saison 2019 konnte Úradník in Australien erneut seine Bestzeit steigern. Im Juli nahm er zum zweiten Mal an der Universiade teil und erreichte, nach der Aufgabe zwei Jahre zuvor, diesmal als Zehnter das Ziel. Ende Oktober trat er bei den Militärweltspielen in Wuhan an und konnte dort die Bronzemedaille gewinnen.
2020 wurde Úradník in der Halle und in der Freiluft Slowakischer Meister. Im Oktober stellte er in Tschechien seine Bestzeit von 1:22:30 h auf und qualifizierte sich damit für die Olympischen Sommerspiele in Tokio. Bei den Spielen trat der studierte Jurist Anfang August 2021 in Sapporo las 58. der Meldeliste an und landete bei seinem Olympiadebüt nach 1:29:25 h auf dem 41. Platz. In den Jahren 2021 und 2022 gewann Úradník drei weitere nationale Meistertitel. Im Sommer 2022 nahm er in den USA zum ersten Mal an den Weltmeisterschaften teil und belegte bei seinem WM-Debüt den 26. Platz über 20 km. Wenige Tage später ging er auch über die 35-km-Distanz an den Start. Mit neuer Bestzeit von 2:31:16 landete er auf Platz 21. Im August trat er zunächst über die längere Distanz bei den Europameisterschaften in München an und belegte dort den sechsten Platz.

## Wichtige Wettbewerbe
| Jahr                 | Veranstaltung             | Ort                  | Platz                | Disziplin            | Zeit                 |
| Startet für Slowakei | Startet für Slowakei      | Startet für Slowakei | Startet für Slowakei | Startet für Slowakei | Startet für Slowakei |
| -------------------- | ------------------------- | -------------------- | -------------------- | -------------------- | -------------------- |
| 2013                 | U18-Weltmeisterschaften   | Donezk               |                      | 10.000 m Bahngehen   | DNF                  |
| 2013                 | U20-Europameisterschaften | Rieti                | 17.                  | 10.000 m Bahngehen   | 45:52,41 min         |
| 2014                 | U20-Weltmeisterschaften   | Eugene               | 15.                  | 10.000 m Bahngehen   | 42:49,92 min         |
| 2015                 | U20-Europameisterschaften | Eskilstuna           | 12.                  | 10.000 m Bahngehen   | 42:44,21 min         |
| 2017                 | U23-Europameisterschaften | Bydgoszcz            | 21.                  | 20 km Gehen          | 1:29:44 h            |
| 2017                 | Universiade               | Taipeh               |                      | 20 km Gehen          | DNF                  |
| 2018                 | Europameisterschaften     | Berlin               | 22.                  | 20 km Gehen          | 1:25:44 h            |
| 2019                 | Universiade               | Neapel               | 10.                  | 20 km Gehen          | 1:27:42 h            |
| 2019                 | Militärweltspiele         | Wuhan                | 3.                   | 20 km Gehen          | 1:24:16 h            |
| 2021                 | Olympische Sommerspiele   | Tokio                | 41.                  | 20 km Gehen          | 1:29:25 h            |
| 2022                 | Weltmeisterschaften       | Eugene               | 26.                  | 20 km Gehen          | 1:25:40 h            |
| 2022                 | Weltmeisterschaften       | Eugene               | 21.                  | 35 km Gehen          | 2:31:16 h            |
| 2022                 | Europameisterschaften     | München              | 6.                   | 35 km Gehen          | 2:35:44 h            |

## Persönliche Bestleistungen
Freiluft
- 5000-m-Bahngehen: 19:31,07 min, 15. September 2022, Banská Bystrica
- 10.000-m-Bahngehen: 40:43,73 min, 28. Januar 2019, Canberra
- 10-km-Gehen: 40:50 min, 7. Mai 2022, Banská Bystrica
- 20-km-Gehen: 1:22:30 h, 10. Oktober 2020, Poděbrady
- 35-km-Gehen: 2:31:16 h, 24. Juli 2022, Eugene

Halle
- 5000-m-Bahngehen: 19:32,30 min, 3. Februar 2024, Bratislava